# Abdessamad Chahiri
Abdessamad Chahiri (Khouribga, 17 de maio de 1982) é um futebolista profissional marroquino que atua como defensor.

## Carreira
Abdessamad Chahiri fez parte do elenco da Seleção Marroquina de Futebol na Campeonato Africano das Nações de 2008.